# Palazzo Salvaghi
Il palazzo Salvaghi, o Salvago, è un edificio storico italiano, sito in piazza San Bernardo al civico 26, nel centro storico di Genova.
L'edificio è stato inserito nella lista dei palazzi iscritti ai Rolli di Genova, ed è sottoposto a vincolo da parte della Soprintendenza per i beni archeologici della Liguria sin dal 9 agosto 1945.

## Storia e descrizione
Costruito nel 1532 per Agostino e Giacomo Salvago sul sito della curia medievale della famiglia Stregiaporco e sul sedime dell'edificio che la Gabella del 1414 assegna a Marco Salvago, il palazzo costituisce la sede di rappresentanza dell'albergo sino al 1637, quando si affida a Bartolomeo Bianco una diversa collocazione nella casa esistente al civico 1 di vico Vegetti.
Secondo Federico Alizeri, Agostino Salvago:
(Federico Alizeri, 1875)
L'edificio a blocco, opera dell'architetto Domenico Caranca, si rinnova nel 1550 con Ottavio Semino che, sulla facciata principale, esegue gli affreschi, poi cancellati con il restauro del 1937 che scoprirà fasce bicrome e archetti trilobati medievali dietro le ultime porzioni di intonaco.
Ciò che resta oggi esternamente è il portale di Giacomo Della Porta e Nicolò da Corte; le due statue in marmo del timpano raffigurano due uomini selvaggi appoggiati su leoni come simbolo della famiglia Salvago. Rimasto sempre legato a proprietà unitarie, come i nobili Cicala e i borghesi Olcese, il palazzo è stato restaurato.

## Galleria d'immagini

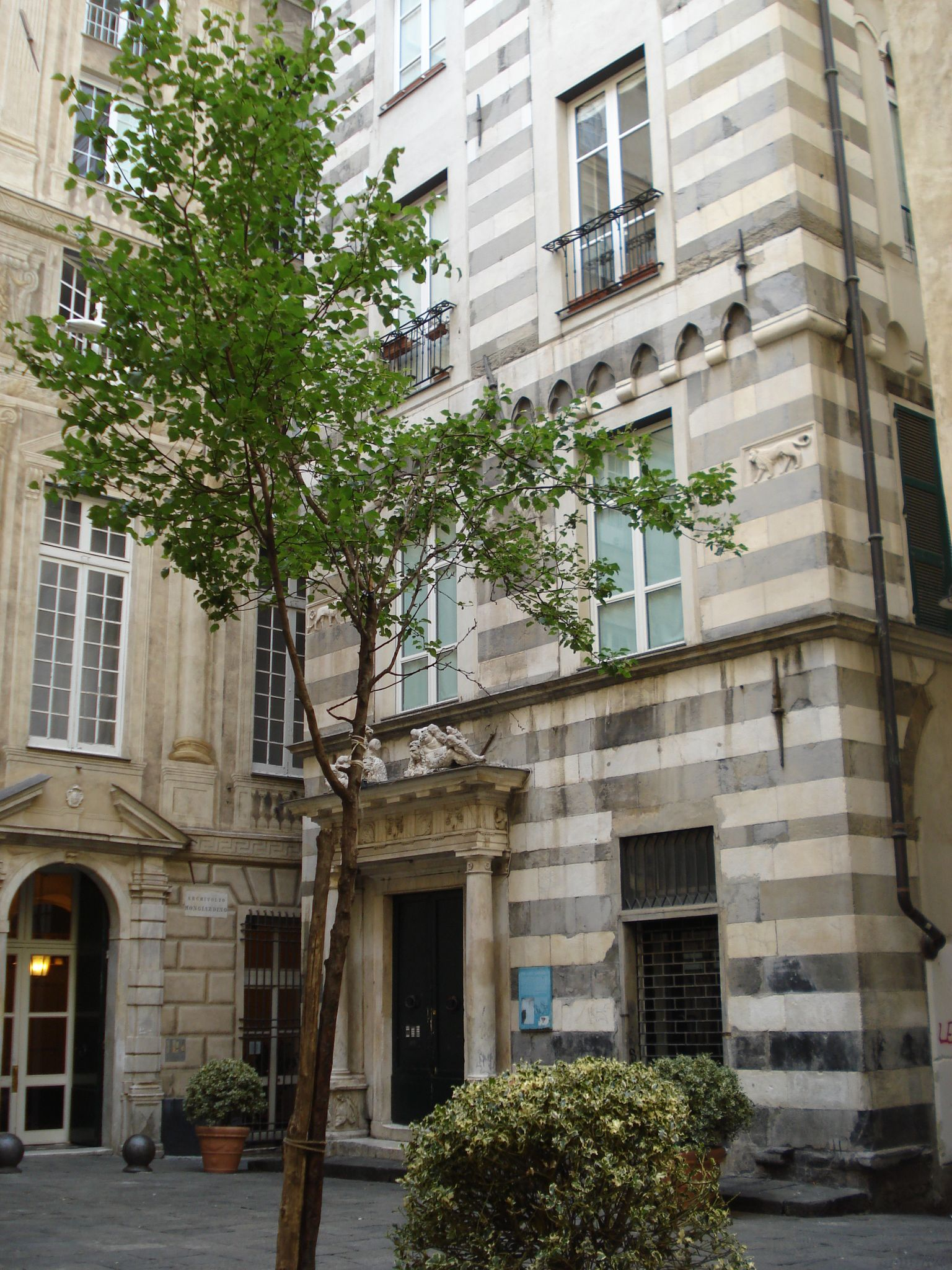
Palazzo Agostino e Giacomo Salvago
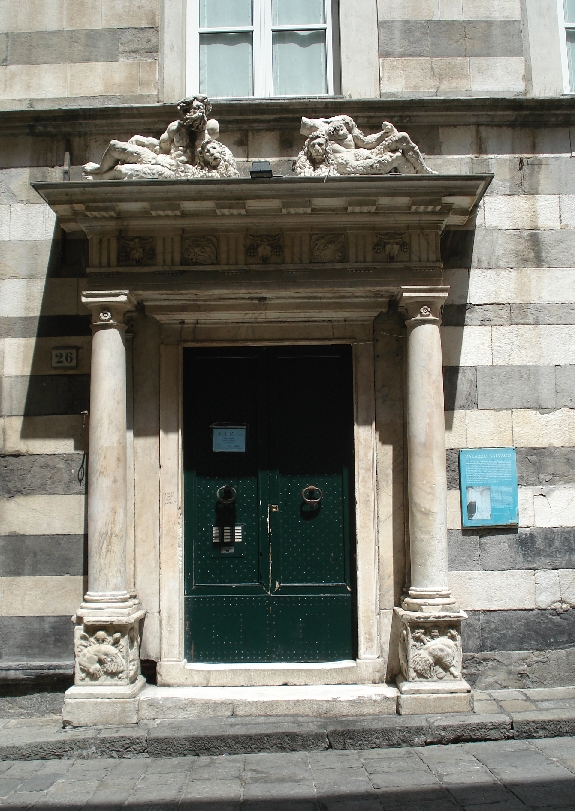
Il portone di ingresso
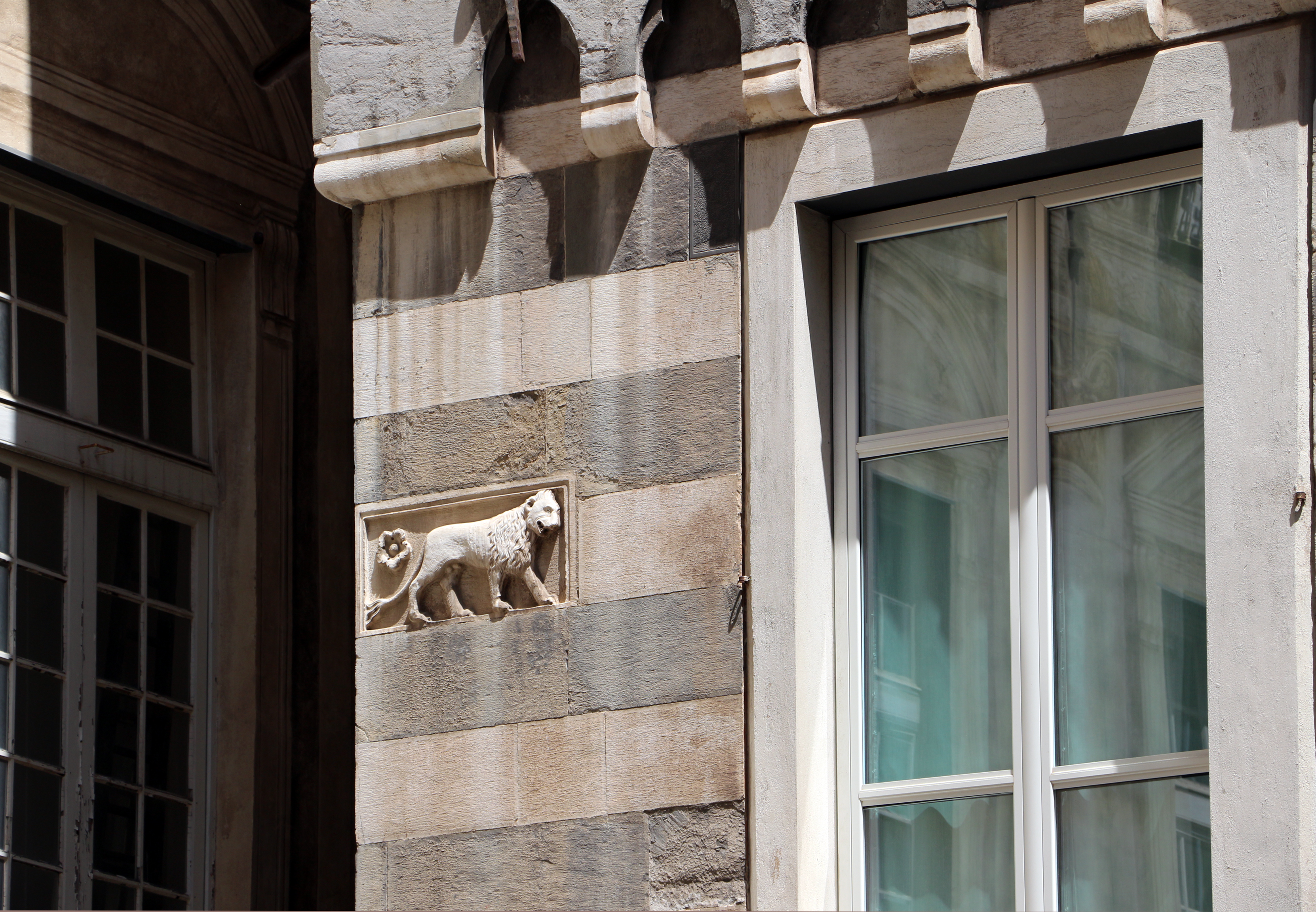
Dettaglio di un piccolo leoncino intagliato sulla facciata
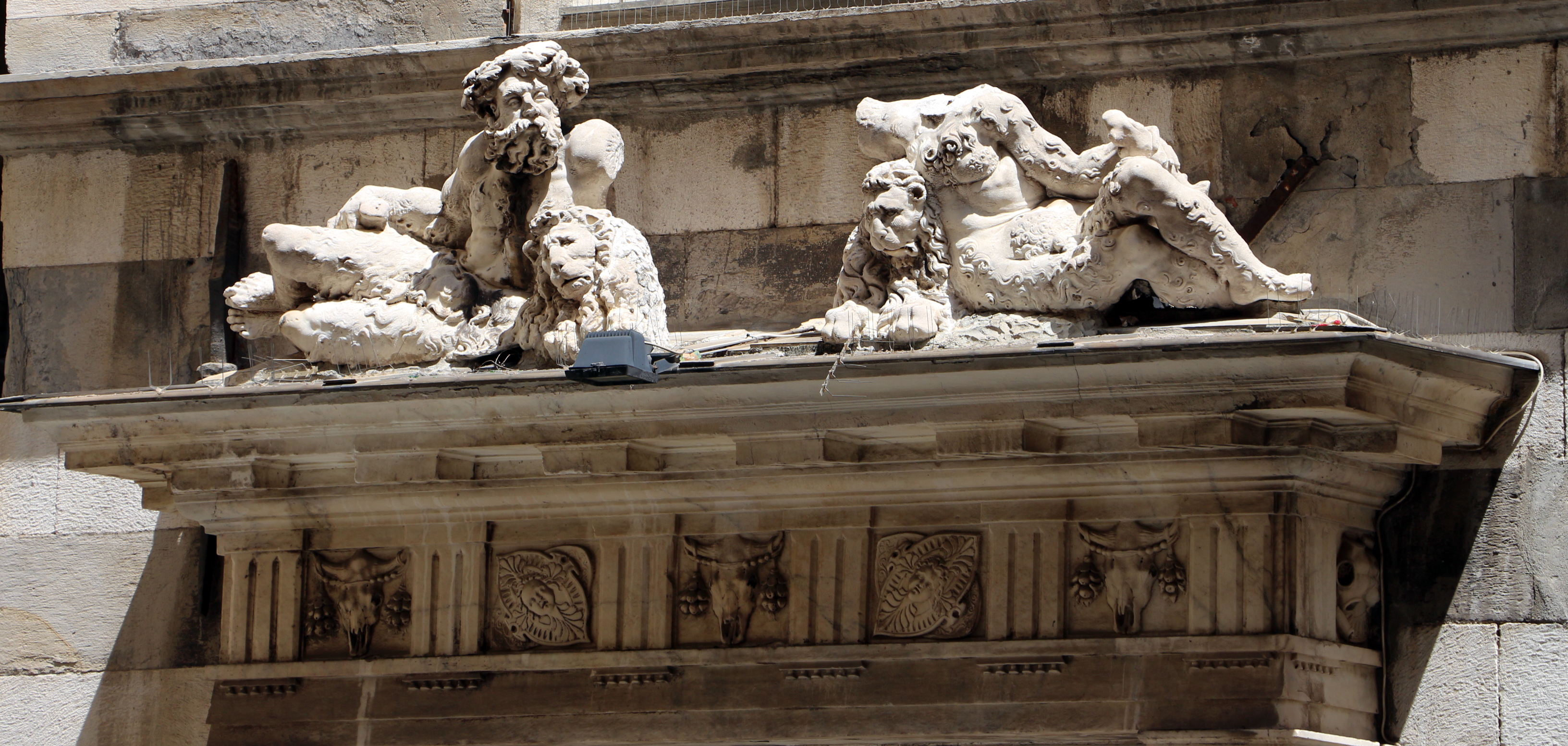
Particolare delle due statue del timpano del portale